# اتحاد اسلامی اجناد الشام
اتحاد اسلامی اجناد الشام اتحادی است بین گروه‌های اسلامی که در جنگ داخلی سوریه فعال هستند.